# Maupihaa
Maupihaa (ook wel Mopelia genoemd) is een atol in de Stille Oceaan, dat deel uitmaakt van de Benedenwindse Eilanden (Frans-Polynesië). Het ligt ongeveer 72 kilometer ten zuidoosten van Manuae. Er is één dorpje, dat slechts 10 inwoners heeft.
Bovenwindse Eilanden:
Maiao ·
Mehetia ·
Moorea ·
Tahiti ·
Tetiaroa
Benedenwindse Eilanden:
Bora Bora ·
Huahine ·
Manuae ·
Maupihaa ·
Maupiti ·
Motu One ·
Raiatea ·
Tahaa ·
Tupai